# Кордова (Веракрус)
Ко́рдова (исп. Córdoba) — город в Мексике, входит в штат Веракрус; административный центр одноимённого муниципалитета.

## История
Город основан в 1618 году вице-королём Диего де Кордоба, вследствие разбойных атак беглых негров на дороге Веракрус - Орисаба - Мехико, вынудив испанцев основать поселение недалеко от месторасположения рабов с целью защитить верных подданных и королевские интересы. Другой фактор, послуживший причиной основанию города - это географическое расположение и климат, благоприятствующий земледелию. 
Четыре жителя, происходящих из Сантиаго Уатуско (Santiago Huatusco): Дон Хуан Кристобаль же Миранда, Дон Гарсия де Аревало, Дон Андрес Нуньес де Ийескас и Дон Диего Родригес, испрашивали у маркиза де Гуадалькасар, Диего Фернандеса де Кордоба, вице-короля колонии и которому город обязан своим именем, разрешение основать Кордобу, одобренное королём Испании Фелипе III, 29 ноября 1617 года. Основание поселения было начато в Ломас де Иланго (Lomas de Huilango) тридцатью главами семей, отсюда происходит историческое название «Город Тридцати Кабальерос» («Ciudad de los Treinta Caballeros»).
Начиная с XVI века, к которому принадлежали тридцать кабальерос - мужчины испанского происхождения - времени основания города; с королевской санкции ему пожалован также статус местечка (villa), так как подразумевалось, что большая часть населения будет испанского происхождения. Другие поселения, как например: Сан Хуан де ла Пунта, Аматлан, Сан Лоренсо, и другие остались за пределами Кордобы, относясь к индейским деревням.
В течение XVIII века, когда реформы Бурбонов изменили территориальное деление, известное как провинции, на интендантства, Кордоба была городком центром одноимённого округа, принадлежавшего интендатству Веракрус.
В 1821 году здесь был подписан Кордовский договор.